# 2023 en Pologne
Cet article présente les faits marquants de l'année 2023 en Pologne.

## Représentant Politique
- Président : Andrzej Duda
- Premier ministre : Mateusz Morawiecki (en fonction jusqu'au 12 décembre), son successeur est alors Donald Tusk.
- Maréchal du Sejm : Elżbieta Witek (en fonction jusqu'au 13 novembre), son successeur est alors Szymon Hołownia.
- Maréchal du Sénat : Tomasz Grodzki

## Événements

### Janvier
- 3 janvier : CVC Capital Partners signe un accord préliminaire pour la vente de PKP Energetyka à la société d'électricité publique PGE[1].

### Février
- 9 février : la Pologne annonce la fermeture d'un important poste frontière avec la Biélorussie « jusqu'à nouvel ordre » dans un contexte de tensions accrues entre les deux pays. Il n'y a actuellement[Quand ?] que deux points de contrôle ouverts entre les deux nations[2].
- 25 février : le raffineur PKN Orlen annonce que la Russie suspend les exportations de pétrole vers la Pologne via la branche nord du pipeline Druzhba[3].

### Avril
- 3 avril :  la compagnie d'électricité publique, Polska Grupa Energetyczna, à la suite de l'accord préliminaire signé en janvier de la même année, reprend PKP Energetyka[4].
- 5 avril :  Volodymyr Zelensky, le président de l'Ukraine, effectue une visite officielle en Pologne. Au cours de sa rencontre avec l'homonyme polonais Andrzej Duda, Zelensky reçoit l'Ordre de l'Aigle blanc, la distinction la plus prestigieuse de la république de Pologne[5].

### Mai
- 26 mai : le Parlement polonais vote en faveur d'une loi entraînant la création d'une commission chargée d'enquêter sur les allégations d'influence russe au cours de la période 2007 à 2022. La loi est acceptée par le président Andrzej Duda. La loi est largement critiquée à cause de son caractère non démocratique ainsi qu'en raisonde sa tentative d’éliminer les politiciens et partisans de l’opposition[6],[7],[8],[9],[10].
- 30 mai : le politicien d'extrême droite Grzegorz Braun perturbe une conférence sur la Shoah donnée par l'historien Jan Grabowski à l'Institut historique allemand de Varsovie (en) en faisant irruption et en détruisant le microphone et les haut-parleurs. Braun aurait accusé les Juifs d'être « les ennemis de la Pologne », allégué leur désir d'entreprendre une « prise de contrôle hostile » du territoire polonais et de placer les Polonais de souche dans des réserves[11],[12].

### Juin
- 4 juin : lors des manifestations polonaises 2023, l'ancien Premier ministre Donald Tusk, accompagné d'autres membres du parti Plateforme civique organise une série de manifestations antigouvernementales à Varsovie, la capitale de la Pologne[13],[14] : les manifestations à Varsovie ont été l'ancien président et leader de Solidarité[pas clair], Lech Walesa, y a notamment participé.
- 15 juin : Jarosław Kaczyński, chef du parti Droit et Justice, déclare que le gouvernement pourrait organiser un référendum sur la politique migratoire de l'UE[15],[16],[17],[18]. Le référendum serait similaire au référendum hongrois de 2016 sur les quotas de migrants.

### Août
- 10 août : la Pologne déplace 10 000 soldats ayant pour but de garder sa frontière avec la Biélorussie[19].
- 11 août : près de 14 000 habitants de la ville de Lublin reçoivent l'ordre d'évacuer leur ville à la suite de la découverte, le 9 août, d'une bombe non explosée sur le site d'une usine d'avant la Seconde Guerre mondiale[20].
- 27 août : la police arrête deux citoyens polonais soupçonnés d'avoir piraté le système national de communication ferroviaire, perturbé le trafic ferroviaire en Pologne et émis de faux signaux[21].

### Septembre
- 15 septembre : le ministère polonais des Affaires étrangères licencie son chef juridique puis annule tous les contrats d'externalisation des demandes de visa après que sept personnes soient inculpées dans le cadre d'un scandale de visas contre espèces[22].
- 19 septembre : dans le cadre du scandale de traffic de Visa (en), le député Michał Szczerba de la Plateforme civique publie des documents présumés du ministère des Affaires étrangères indiquant que l'ambassade de Pologne à Minsk a délivré 784 173 visas à des personnes de 65 pays avec l'aide d'une société basée à Moscou. Le député affirme en outre que parmi les visas délivrés figurent des personnes qui ont été repoussées de la frontière pendant la crise frontalière entre la Biélorussie et l'Union européenne[23].
- 20 septembre :
  - le Premier ministre Mateusz Morawiecki annonce que la Pologne cesserait d'aider militairement l'Ukraine, notamment sur l'exportation des armes, sur fond de tensions entre les deux pays concernant l'interdiction d'importer des produits agricoles ukrainiens imposée par la Pologne[24].
  - Vasyl Zvarych (ru), ambassadeur d'Ukraine en Pologne, est convoqué par le ministère polonais des Affaires étrangères pour exprimer sa protestation contre la déclaration du président ukrainien à l'Assemblée générale des Nations Unies. La déclaration de Zelensky selon laquelle les actions de certains pays européens aident indirectement la Russie est condamnée par la Pologne[25].

### Octobre
- 15 octobre :
  - élections parlementaires polonaises de 2023 et référendum polonais de 2023 : les Polonais se rendent aux urnes pour élire les membres de la chambre haute du parlement (le Sénat) et de la chambre basse (le Sejm). Des votes ont également lieu lors d'un référendum sur la migration, la suppression du mur frontalier entre la Biélorussie et la Pologne et l'âge de la retraite[26].
  - les sondages à la sortie des urnes suggèrent que les partis d'opposition polonais, organisés par la Coalition civique dirigée par l'ancien Premier ministre Donald Tusk, sont sur le point d'obtenir une majorité parlementaire, mettant potentiellement fin aux huit longues années de gouvernance du parti Droit et justice (PiS). Le taux de participation électorale atteint un record de 73 %[27].
  - résultats du référendum polonais de 2023 :
    - 96,79 % votent contre l'admission de milliers d'immigrants illégaux du Moyen-Orient et d'Afrique ; 96,49 % votent contre la vente des actifs de l'État à des entités étrangères ; 96,04 % votent contre la suppression de la barrière à la frontière entre la Pologne.
    - en Biélorussie, 94,61 % votent contre l'augmentation de l'âge de la retraite, mais les principaux partis d'opposition boycottent le référendum, ce qui entraîne son invalidité car le taux de participation se trouvait à seulement 40,91 % donc inférieur au seuil minimum de validité fixé à 50 %.

### Novembre
- 13 novembre : le leader de Pologne 2050, Szymon Hołownia, est élu maréchal du Sejm[28].
- 29 novembre : le chef du Bureau de la sécurité nationale, Jacek Siewiera (en), annonce que la Pologne enverra « une équipe de conseillers militaires » à la frontière finno-russe en réponse à une demande officielle de soutien allié. La Russie met en garde contre cette décision, considérant la concentration de troupes à la frontière comme une menace[29].

### Décembre
- 12 décembre : le politicien d'extrême droite Grzegorz Braun, durant la première session du 10e mandat du Sejm, sort une menorah de Hanoukka puis la pulvérise avec un extincteur, affirmant que « les personnes participant au culte satanique devraient avoir honte »[30],[31],[32].
- 13 décembre : Donald Tusk devient Premier ministre de Pologne au lendemain des élections législatives d'octobre[33].
- 19 décembre : début de la crise des médias publics polonais de 2023 (en). Le nouveau gouvernement libéral limoge les directeurs de TVP, de la radio polonaise et de l'agence de presse polonaise. Cette décision suscite des critiques et des accusations d'illégalité de la part de la direction licenciée et du parti d'opposition Droit et justice, provoquant une intervention parlementaire au siège du TVP.
- 29 décembre : la Russie lance la plus grande vague de drones et de missiles sur les villes ukrainiennes depuis le début de la guerre lors d'une attaque nocturne généralisée contre des villes à travers le pays, tuant au moins 39 personnes et en blessant au moins 160 autres. L'un des missiles de croisière russes pénètre dans l'espace aérien de l'OTAN alors qu'il survole le territoire polonais, incitant donc le gouvernement polonais à convoquer le chargé d'affaires russe afin d'obtenir des explications[34].

## Décès
- 4 janvier :  Stefan Wojnecki (en), 93 ans, photographe et universitaire[35].
- 9 janvier :
  - Stefan Brzózka (en), 91 ans, joueur d'échecs professionnel[36].
  - Wacław Sadkowski (en), 89 ans, critique littéraire et traducteur, rédacteur en chef de Literatura na Świecie et président des éditions Czytelnik[37].
- 11 janvier : Jan Ludwiczak (en), 85 ans, mineur de charbon et militant de Solidarité[38].
- 13 janvier : Zenon Pigoń (en), 82 ans, syndicaliste et homme politique, député de 1989 à 1991[39].
- 17 janvier : Maria Dworzecka (en), 81 ans, physicienne polono-américaine et survivante de la Shoah[40].
- 21 janvier :
  - Marek Plura, 52 ans, homme politique et psychothérapeute, député européen de 2014 à 2019[41].
  - Włodzimierz Sroka (en), 55 ans, économiste et gestionnaire[42].
- 25 janvier : Franciszek Jamroż (en), 79 ans, syndicaliste et homme politique, maire de Gdańsk de 1991 à 1994[43].
- 27 janvier : Aleksander Krawczuk (en), 100 ans, historien, ministre de la Culture de 1986 à 1989 et député de 1991 à 1997[44].
- 29 janvier : Piotr Waśko (en), 61 ans, homme politique et ancien député de 2007 à 2011[45].
- 31 janvier : Anna Czerwińska, 73 ans, alpiniste[46].
- 24 octobre : Wanda Półtawska, 101 ans, médecin, auteur, également survivante de la Shoah et militante pro-vie[47].
- 13 décembre : Wojciech Łazarek, 86 ans, joueur et entraîneur de football[48].